# Sparama
Sparama var drottning av kungadömet Kaukasiska Albanien. 
Hon var regent i Kaukasiska Albanien under sin makes frånvaro mellan 694 och 699.